# Allgäuer Brauhaus
Allgäuer Brauhaus AG is een Duitse brouwerij met zetel in Kempten. De firma maakt deel uit van de Radeberger Gruppe, de grootste Duitse brouwerijgroep, die op haar beurt behoort tot de Oetker-groep.
In 2016 stelde de brouwerij 126 mensen tewerk. Ze behaalde een winst van 737.000 euro op een omzet van 22,97 miljoen euro.

## Geschiedenis
De brouwerij in Kempten bestaat minstens sedert 1394; in dat jaar vermelden de kronieken voor het eerst een Stiftsbrouwerij, behorend bij de Abdij van Kempten, die de voorloper van het huidige Allgäuer Brauhaus was. In 1802 wordt de brouwerij geseculariseerd en verpacht aan brouwmeester Martin Leichtle, die ze in 1823 koopt.
In 1911 richt August Weixler de firma Allgäuer Brauhaus op, die verschillende regionale brouwerijen opslorpt, waaronder in 1921 ook de oude Stiftsbrouwerij. 
In 2004 heeft de firma een nieuwe brouwerij geopend in Leuterschach, een Ortsteil van Marktoberdorf. De hoofdzetel bleef in Kempten.

## Assortiment (2017)
- Klassiker:
  - Teutsch Pils: 4,8 % vol.
  - Fürstabt Hefeweizen: 5,0 %
  - Fürstabt Hefeweizen Leicht: 2,9 %
  - Alt Kemptener Weisse: 5,0 %
- Bügelspezialitäten (enkel in beugelfles verkrijgbaar):
  - Allgäuer Brauhaus Original: 4,9% (in 2011 geïntroduceerd bij het 100-jarig jubileum)
  - Allgäuer Urtyp Export: 5,3 %
  - Allgäuer Zwickel Kellerbier: 5,0 %
  - Allgäuer Brauhaus Winterfestbier: 5,5 %
- Allgäuer Büble Bier:
  - Büble Bier Edelbräu: 5,5%
  - Büble Bier Bayrisch Hell: 4,7 %
  - Büble Bier EdelWEISSbier: 5,3 %
  - Büble Bier EdelWEISSbier alkoholfrei: minder dan 0,5 %
  - Büble Bier Urbayrisch Dunkel: 5,3 %
  - Büble Bier Radler: 2,3 %
  - Büble Bier Festbier: 5,5 %
- Altenmünster Bier: de Altenmünster bieren zijn in 2003 overgenomen door Allgäuer Brauhaus AG
  - Urig Würzig: 4,9 %
  - Hopfig Herb: 4,9 %
  - Maibock Hell: 7,5 %
  - Winterbier: 5,5%